# 蜜芽
蜜芽原名蜜芽寶貝，是一家母嬰電商網站。其蜜芽plus分銷返傭模式被指或存傳銷風險。